# Neosemidalis scapularis
Neosemidalis scapularis är en insektsart som beskrevs av Meinander 1972. Neosemidalis scapularis ingår i släktet Neosemidalis och familjen vaxsländor. Inga underarter finns listade i Catalogue of Life.